# Communauté de communes de La Haye-du-Puits
La communauté de communes de La Haye-du-Puits est une ancienne communauté de communes française, située dans le département de Manche et la région Normandie.

## Composition
L'intercommunalité fédérait sept communes du canton de Créances :
| Nom                         | Code Insee | Gentilé          | Superficie (km2) | Population (dernière pop. légale) | Densité (hab./km2) |
| --------------------------- | ---------- | ---------------- | ---------------- | --------------------------------- | ------------------ |
| La Haye (siège)             | 50236      | Haytillons       | 63,81            | 4 029 (2014)                      | 63                 |
| Montsenelle                 | 50273      |                  | 43,08            | 1 380 (2014)                      | 32                 |
| Doville                     | 50166      | Dovillais        | 11,09            | 314 (2014)                        | 28                 |
| Neufmesnil                  | 50372      | Neufmesnilois    | 5,33             | 200 (2014)                        | 38                 |
| Saint-Nicolas-de-Pierrepont | 50528      | Saint-Nicolasais | 8,13             | 296 (2014)                        | 36                 |
| Saint-Sauveur-de-Pierrepont | 50548      | Pierrepontais    | 8,18             | 136 (2014)                        | 17                 |
| Varenguebec                 | 50617      | Varenguebecquais | 21,19            | 322 (2014)                        | 15                 |

## Historique
Le district de La Haye-du-Puits est créé le 10 décembre 1990. Il est transformé à compter du 31 décembre 1999 en communauté de communes.
Le 1er janvier 2013, les communes de Cretteville et Vindefontaine se retirent de la communauté de communes de La Haye-du-Puits pour adhérer à la communauté de communes de Sainte-Mère-Église. Le 1er janvier 2014, l'adhésion de la commune de Houtteville à la communauté de communes de la Baie du Cotentin emporte son retrait de la communauté de communes du canton de La Haye-du-Puits.
Le 1er janvier 2017, la communauté de communes fusionne avec la communauté de communes du canton de Lessay et la communauté de communes de Sèves et Taute pour former la communauté de communes Côte Ouest Centre Manche.

## Administration

### Conseil communautaire
À la suite de la création des communes nouvelles de La Haye et Montsenelle, il est procédé, au bénéfice de la commune nouvelle, à l'attribution d'un nombre de sièges égal à la somme des sièges détenus précédemment par chacune des communes concernées  ; considérant que par application de ces modalités, il est procédé à l'attribution de 5 sièges à la commune nouvelle de Montsenelle et à 18 sièges à la commune nouvelle de La Haye, cette dernière obtenant alors plus de la moitié des 28 sièges. La composition à donc évolué : 
| Nombre de délégués | Communes                                                                       |
| ------------------ | ------------------------------------------------------------------------------ |
| 14                 | La Haye                                                                        |
| 8                  | Montsenelle                                                                    |
| 2                  | Varenguebec                                                                    |
| 1                  | Doville, Saint-Nicolas-de-Pierrepont , Neufmesnil, Saint-Sauveur-de-Pierrepont |

### Présidence
| Période       | Période       | Identité           | Étiquette | Qualité                                                   |
| ------------- | ------------- | ------------------ | --------- | --------------------------------------------------------- |
| décembre 1999 | avril 2001    | René Perrotte      |           |                                                           |
| avril 2001    | avril 2014    | Jacqueline Chanoni | DVD       | Maire de Saint-Symphorien-le-Valois, conseillère générale |
| avril 2014    | décembre 2016 | Jean Morin         | DLF       | Maire adjoint de La Haye-du-Puits, conseiller général     |